# 新山らん
新山 らん（にいやま らん、1991年9月14日 - ）は、日本の元AV女優、元グラビアアイドル。

## 来歴・人物
- 2010年、「本当にデカップ」（ダイアプレス）でデビュー。
- 2011年に活動休止状態となるも2012年10月活動再開。[要出典]
- 趣味は映画鑑賞（ドリームガールズ）、ゴルフ、読書。[要出典]
- 特技はパスタやお菓子作りなど料理。筋肉・声・匂いフェチ。[要出典]
- 好きなブランドはシャネル。好きな色はピンク。欲しいものは色気・知識・お金[要出典]
- かつては胸が大きいということがコンプレックスだった。[要出典]
- 未だ成長中の胸は小四でCカップ、中三でGカップあったという。[要出典]
- 憧れのグラビアアイドルは熊田曜子。[要出典]
- 2013年3月18日発売の週刊プレイボーイ紙面にて、同年5月1日にMUTEKIよりAVデビューする事を発表。更に同誌で「“霊長類最強の巨乳”アイドル」とのキャッチコピーがつけられる[1]。

## 作品

### グラビア・イメージDVD
1. 110K～らんの爆乳ワンダーランド　（オルスタックピクチャーズ、2010年12月24日）[2][3]
2. 新山らん～RANDOM K CUP　（オルスタックピクチャーズ、2011年4月28日）
3. ALL NUDE　（エアーコントロール、2011年7月25日）
4. THE 爆乳 TEENS（メディア総販ソレイル、2011年12月16日）共演：櫻マリン
5. Real X/新山らん　（彩文館出版、2014年2月28日）
6. Ran 超乳の楽園/新山らん（グラッツコーポレーション、2014年12月4日予定）

### アダルトDVD
2013年
1. BAZOOKA 新山らん （MUTEKI、5月1日）
2. 専属NO.1 STYLE 新山らん エスワンデビュー （エスワン、9月19日）
3. 乱れ撃ち!肉弾ピストン 新山らん （エスワン、10月19日）
4. 敏感爆乳パイズリ狭射4時間スペシャル 新山らん （エスワン、11月19日）
5. バコバコ風俗NO.1指名 4時間スペシャル 新山らん （エスワン、12月19日）

2014年
1. 迫力映像V 乳・尻・結合が目前に迫る徹底アングル 新山らん （エスワン、1月19日）
2. 交わる体液、濃厚セックス 新山らん （エスワン、2月19日）
3. 爆乳インストラクター 新山らん （エスワン、3月19日）
4. S1 PRECIOUS GIRLS 2014 S1 24時間!! （エスワン、4月19日）※総勢130名出演、完全撮り卸し。
5. 痴漢願望の女 巨乳女子大生編 新山らん （エスワン、4月19日）
6. おっぱい離れできないボク お人好しのデカパイ若奥様編 新山らん （エスワン、5月19日）
7. 献身的過ぎて何でも聞いちゃう老人介護士 新山らん （エスワン、6月19日）
8. ダブル超乳パイズリ挟射スペシャル 春菜はな 新山らん （エスワン、7月19日）共演：春菜はな
9. オッパイ揉みっぱなし ノンストップで乳を揉み続ける120分間 新山らん （エスワン、8月19日）
10. 新山らんがイクときの絶叫　（エスワン、9月19日予定）
11. 新山の乱 8時間ベスト 新山らん（エスワン、10月7日）※Blu-ray版同時発売、単体ベスト作品
12. ラブ◆キモメン 新山らん（エスワン、10月19日）
13. 超乳エステティシャン 新山らん（エスワン、11月19日）
14. おっぱい海女ちゃん 極上濡れアワビの巻 新山らん（エスワン、12月19日予定）

### 写真集
- RAN（2011年7月20日、双葉社、撮影：西田幸樹）ISBN 978-4575303377
- SHAKE EGG（2013年12月25日、彩文館出版、撮影：細井智燿）ISBN 978-4775605479

### 雑誌
- HDC本当にデカップ（ダイアプレス（出版））vol.11　2010年7月号
- 週刊プレイボーイ（集英社）no.13　特別付録DVD　2013年4月1日号
- 週刊大衆（双葉社） 4月15日号 袋とじ 2013年 4月1日発売